# Werner Reichart
Werner Reichart (* 22. April 1949 in Bregenz) ist ein österreichischer Handelsvertreter und Politiker (ÖVP). Er war von 2004 bis 2009 Abgeordneter zum Vorarlberger Landtag und lebt in Bregenz. Reichart ist verheiratet und Vater zweier Söhne.
Reichart ist als Selbständiger Handelsvertreter tätig. Seit dem 20. Oktober 2004 war er Abgeordneter zum Vorarlberger Landtag. Innerhalb des ÖVP-Landtagsklubs hatte er in der 28. Legislaturperiode des Landtags die Funktion des Bereichssprechers für Verkehr inne. Er war ab 1985 in der Kommunalpolitik tätig und von 1993 bis 2005 Stadtrat von Bregenz. Reichart kündigte im Februar 2009 an, bei der Landtagswahl 2009 nicht mehr anzutreten, weshalb er mit der Angelobung des neuen Vorarlberger Landtags am 14. Oktober 2009 aus diesem ausschied.
Seit Juli 2014 ist Reichart Obmann des Bregenzer Traditionsvereins Schwarz-Weiß Bregenz.